# Thomas Gloag
Thomas Gloag (ur. 13 września 2001 w East Dulwich) – brytyjski kolarz szosowy.

## Osiągnięcia
Opracowano na podstawie:

2019
- 3. miejsce w Sint-Martinusprijs

2021
- 3. miejsce w Ronde de l’Isard
  - 1. miejsce na 4. etapie

2022
- 3. miejsce w Flèche Ardennaise
- 1. miejsce na 4. etapie Tour de l’Avenir

2023
- 1. miejsce w klasyfikacji młodzieżowej Volta a la Comunitat Valenciana

## Rankingi
| Rok             | 2021 | 2022 | 2023 | 2024  |
| --------------- | ---- | ---- | ---- | ----- |
| World Ranking   | 807. | 566. | 489. | 2308. |
| UCI Europe Tour | 623. | 441. | -    | -     |
|                 |      |      |      |       |
| Źródło: UCI     |      |      |      |       |